# 梅原裕一郎
梅原裕一郎（日语：／ Umehara Yūichirō，1991年3月8日—）是日本的男性聲優。ARTSVISION所属。静岡縣出身。

## 經歷
名古屋大學畢業，日本播音演技研究所出身。

## 人物
興趣是聽古典樂。其中最喜歡的是俄羅斯的作曲家伊果·費奧多羅維奇·史特拉汶斯基的樂曲。
曾有彈奏鋼琴8年、吉他3年的經歷。小學時代加入過樂器社、高中則是輕音樂社的主唱與電吉他手。
2016年，獲得第10回聲優獎的新人男優賞。2016年至2017年期間結婚，妻子是大學時期認識的同學。
2017年10月，在Newtype×Machi Asobi 動畫獎2017中獲得男性聲優賞。
2018年5月10日，因急性播散性脑脊髓炎暂停活动。在7月30日事務所發布消息指梅原已出院並重新開始活動。

## 代演情形
隨著活動的暫停，原本由梅原裕一郎擔任的角色改由以下聲優代演或接任：
- 森川智之
  - 《鳥海浩輔・前野智昭的大人的使用說明書》：旁白[9]
- 前野智昭
  - 《卡利古拉》：峰澤維弦[10]（動畫第9話以後）
  - 《千銃士》：家康[11]（動畫）
  - 《銀魂.》：圓翔皇子（銀之魂篇 後半戰/第356話－第358話）
- 石川界人
  - 《Happy Sugar Life》北埋川大地（動畫，原預定演出）
- 杉田智和
  - 《多田君不戀愛》：杉本一[12]（動畫第11話－第13話）
- 濱野大輝
  - 《DARLING in the FRANXX》：五郎[13]（動畫第23話－第24話）
- 大西弘祐
  - 《搖滾校園》：弗雷迪〈里卡多·烏爾塔多〉的吹替（第3回起）

## 演出作品
※粗體字為主要角色

### 電視動畫
2014年
- 惡魔的謎語（飛鏢遊戲店的學生）
- 極黑的布倫希爾德（數學教師、男A、學生、男子、警官、隊員、Hexenjagd的男子）
- 棺姬嘉依卡（流氓C）
- 修業魔女璐璐萌（浦田）
- 狼少女和黑王子（男學生、店員）
- 飆速宅男 GRANDE ROAD（觀客）
- 我家浴室的現況（若狭[14]）

2015年
- 美男高校地球防衛部LOVE！（由布院煙[15]）
- 少年好萊塢 -HOLLY STAGE FOR 50-（友人）
- 終結的熾天使（雷奈·西姆）
- 創聖機械天使LOGOS（空篠翼人）
- 百萬偶像（龍）
- 科學小飛俠Crowds Insight（鈴木理詰夢）
- 赤髮白雪姬（光秀·路恩）
- 枕男子（永守·T·隆士）
- 青年黑傑克（間黑男）
- 機動戰士GUNDAM 鐵血的孤兒（尤金·賽文史塔克）
- 終結的熾天使 名古屋決戰篇（雷奈·西姆）

2016年
- 春太與千夏～春太與千夏共度青春～（大學生）
- GATE 奇幻自衛隊 在彼方的土地，如斯的戰鬥 第2期（迪亞波）
- 赤髮白雪姬 第2期（光秀·路恩）
- 美男高校地球防衛部LOVE！LOVE！（由布院煙）
- 藍海少女！（二宮誠）
- 野球少年（男性播報聲、海音寺一希）
- 虎面人W（藤井拓真／黑虎[16]）
- 機動戰士GUNDAM 鐵血的孤兒 第二期（尤金·賽文史塔克）
- 超心動！文藝復興（一條寺帝歌）
- TRICKSTER －來自江戶川亂步「少年偵探團」－（井上了）
- 少女編號（烏丸悟淨）

2017年
- 新選組鎮魂歌 二分之一（永倉新八）[17]
- 高校星歌劇 第2期（北原廉[18]）
- 青春歌舞伎（村瀨蜻蜓[19]）
- 巴哈姆特之怒 VIRGIN SOUL（夏利歐斯十七世[20]）
- 美男戰國◆穿越時空之戀（武田信玄）
- 歡迎來到實力至上主義的教室（堀北學）[21]
- 戰刻夜血（伊達政宗）
- 十二大戰（失井）
- TSUKIPRO THE ANIMATION（村瀨大）
- DYNAMIC CHORD（黑澤忍）
- 奇諾之旅 -the Beautiful World- the Animated Series（西茲[22]）
- 偶像大師 SideM（鷹城恭二）
- 泥鯨之子們在沙地上歌唱（歐尼）
- ROBOMASTERS THE ANIMATED SERIES（鄭准）

2018年
- 學園奶爸（狼谷隼）
- DAME×PRINCE ANIME CARAVAN（維諾）
- 霸穹 封神演義（韋護）
- DARLING in the FRANXX（五郎）
- 銀魂. 銀之魂篇（圓翔）
- 隊長小翼（若島津健[23]）
- 銀河英雄傳說 Die Neue These 邂逅（齊格飛·吉爾菲艾斯[24]）
- 重神機潘多拉（雲傑）
- 多田君不戀愛（杉本一）
- 藍海少女！～Advance～（二宮誠）
- 卡利古拉（峯澤維弦）
- Planet With（虎居英雄[25]）
- 哥布林殺手（哥布林殺手）
- 偶像大師 SideM 有理由Mini！（鷹城恭二）

2019年
- RobiHachi（卡麥卡麥卡王子）
- 偶像夢幻祭（蓮巳敬人[26]）
- 炎炎消防隊（燈城[27]）
- 這個勇者明明超TUEEE卻過度謹慎！（龍宮院聖哉）
- 鑽石王牌 actII（美馬總一郎）

2020年
- 淘氣貓2020：家有圓圓？！～我家的圓圓你知道嗎～（三河黑）
- 地縛少年花子君（寧寧暗戀的人）
- 掠夺者（杰伊鲁·麦德库）
- 異世界四重奏 第2期（龍宮院聖哉）
- 啄木鳥偵探處（萩原朔太郎）
- 魔法水果籃 2nd season（草摩紅野）
- 小書痴的下剋上：為了成為圖書管理員不擇手段！第2期（達穆爾）
- 闇影詩章（霧山士郎）
- 惡棍DRIVE（運送人[28]）
- 戰翼的希格德莉法（梅原·良悟）
- 黃金神威 第3期（瓦西里）

2021年
- 偶像★進行曲（琉加）
- 天地創造設計部（木村）
- 花樣滑冰Stars（姬川泉澄）
- Hortensia SAGA 蒼之騎士團（戴夫羅特·達諾瓦）
- 2.43 清陰高中男子排球社（青木操）
- 轉生成蜘蛛又怎樣！（巴魯多·菲沙洛）
- SSSS.DYNAZENON（山中曆）
- 魔法水果籃 The Final（草摩紅野）
- 七騎士 革命 -英雄的繼承者-（加雷斯）
- 真白之音（神木清流〈緒方洸輔〉）
- 聖女魔力無所不能（埃爾哈德·霍克）
- 關於我轉生變成史萊姆這檔事 轉生史萊姆日記（賽奇翁）
- 燒窯的話也要馬克杯（草野智也）
- TSUKIPRO THE ANIMATION 2（村瀨大）
- 燒窯的話也要馬克杯 二番窯（草野智也）

2022年
- 怪人開發部的黑井津小姐（佐田卷始[29]）
- JoJo的奇妙冒險 石之海（天氣預報[30]）
- 輝夜姬想讓人告白－超級浪漫－（帥哥A）
- 小書痴的下剋上：為了成為圖書管理員不擇手段！第3期（達穆爾[31]）
- BUILD DIVIDE -#FFFFFF-（阿爾凱特）
- 青之蘆葦（栗林晴久[32]）
- 足球風雲 Goal to the Future（神谷篤司[33]）
- 歡迎來到實力至上主義的教室 2nd Season（堀北學[34]）
- 射擊覺醒！激鬥瓶蓋人DX（伊獸院四萬）
- 東京喵喵NEW（派[35]）
- 因為是反派大小姐所以養了魔王（克洛德·尚·艾爾梅亞[36]）
- 黃金神威 第4期（瓦西里）
- 聖劍傳說 Legend of Mana -The Teardrop Crystal-（琉璃[37]）
- 我家師傅沒有尾巴（駱駝[38]）
- BLEACH 千年血戰篇（雨葛蘭·哈斯沃德）
- 呆萌酷男孩（三間貴之[39]）
- VAZZROCK THE ANIMATION（村瀨大）
- 點滿農民相關技能後，不知為何就變強了。（波爾沛·多瑪）

2023年
- REVENGER（碓水幽煙[40]）
- 間諜教室（克勞斯）
- 冰劍的魔術師將要統一世界（埃維·阿姆斯壯[41]）
- 最強陰陽師的異世界轉生記（玖峨晴嘉[42]）
- 魔王學院的不適任者～史上最強的魔王始祖，轉生就讀子孫們的學校～II（阿諾斯·波魯迪戈烏多／阿諾蘇·波魯迪柯烏羅）
- 闇影詩章F（霧山士郎）
- HIGH CARD 至高之牌（維傑·庫馬爾·辛）
- 弦音－相繫的一射－（荒垣黎司[43]）
- 她去公爵家的理由（努爾貝斯特·溫奈特[44]）
- Opus.COLORs 色彩高校星（灰島伊織[45]）
- 鬼滅之刃 刀匠村篇（積怒[46]）
- 肌肉魔法使-MASHLE-（阿貝爾·沃克[47]）
- AYAKA -綾島奇譚-（伊吹朱[48]）
- 大小姐和看門犬（宇藤啟彌[49]）
- 隊長小翼Season2 青少年篇（若島津健[50]）
- 哥布林殺手II（哥布林殺手）
- 我的新上司是天然呆（白崎優清[51]）
- 堤亞穆帝國物語～從斷頭台開始，公主重生後的逆轉人生～（路德維希·休伊特[52]）
- 聖女魔力無所不能II（埃爾哈德·霍克）
- 聖魔大戰 BIKKURI-MEN（一本釣[53]）
- 神劍闖江湖－明治劍客浪漫譚－（月岡津南）

2024年
- 歡迎來到實力至上主義的教室 3rd Season（堀北學[54]）
- 肌肉魔法使-MASHLE- 神覺者候補選拔試驗篇（阿貝爾·沃克）
- HIGH CARD 至高之牌（第2期）（維傑·庫馬爾·辛[55]）
- 休假的壞人先生（黑戰士[56]）
- 吸血鬼男子宿舍（二階堂蓮[57]）
- WIND BREAKER—防風少年—（十龜条[58]）
- 異世界自殺突擊隊（小丑[59]）
- FAIRY TAIL 100 YEARS QUEST（梅爾克佛比亞[60]）
- 星辰墜落之國的妮娜（阿茲爾[61]）
- 被隊伍驅逐的治癒師，其實是最強的（ジーク[62]）
- 青之壬生浪（新見錦[63]）
- 轉生貴族憑鑑定技能扭轉人生（ジャン・テンドリー[64]）
- 魔王2099（メラル）

2025年
- 中年大叔轉生反派千金（理查·貝爾索[65]）
- 終究，與你相戀。（星川透吾[66]）
- 紫雲寺家的兄弟姊妹（紫雲寺新[67]）
- 受到猩猩之神庇佑的大小姐受到王立騎士團寵愛（雷歐哈特[68]）
- Everyday Host（ルイ[69]）
- 被驅逐出勇者隊伍的白魔導師，被S級冒險者撿到（達格斯[70]）
- 機械女僕·瑪麗（羅伊[71]）
- 青之壬生浪 芹澤暗殺篇（新見錦[72]）

2026年
- 優雅貴族的休假指南（劫爾[73]）
- 惡役千金受到鄰國王太子溺愛（阿克亞史迪德[74]）
- 火喰鳥 羽州破鳶組（松永源吾[75]）
- 轉生後的大聖女，極力隱瞞聖女的身分（沙維斯·納維[76]）
- 終究，與你相戀。（第2期）（星川透吾[77]）

### OVA
2016年
- 赤髮白雪姬（光秀·路恩）
- 「英雄」解体（山田烏鷺）
- 終結的熾天使「吸血鬼沙哈爾」（帝鬼軍兵）
- （井上了）

2017年
- 美男高校地球防衛部LOVE！LOVE！LOVE！（由布院煙）

2018年
- 高校星歌劇 in 萬聖節 OVA3（北原廉）[78]

2019年
- 銀河英雄傳說 Die Neue These 星乱（齊格飛·吉爾菲艾斯）
- 時光沙漏fragtime[79]

2022年
- 銀河英雄傳奇 Die Neue These 激突（齊格飛·吉爾菲艾斯）

### 動畫電影
2017年
- 大白熊熱戀中（北極熊）

2018年
- 機動戰士鋼彈NT（佐爾坦·阿卡寧）

2019年
- 只想受到你的歡迎（後藤田駿）[80]

2020年
- 哥布林杀手：GOBLIN'S CROWN（哥布林杀手）

2021年
- 水星領航員 The CREPUSCOLO（貢多拉男性客）
- 復興應援 政宗DATENICLE 合體版+（3代當主 伊達義廣）
- 言語如汽水般湧現（硬漢）
- 我的英雄學院劇場版：世界英雄任務（シデロ）

2022年
- 魔法水果籃 -前奏曲-（草摩紅野）

2023年
- GRIDMAN UNIVERSE（山中曆）[81]

2025年
- 美男高校地球防衛部ETERNAL LOVE！（由布院煙[82]）
- ChaO，我代表人類跟人魚結婚了（ロベルタ[83]）
- 電影 小鯊鯊出門去 都會的朋友（モヒカンあにき[84]）

### 網路動畫
2016年
- 哨聲響起 重配版（天城燎一）[85]
- （3代当主伊達義广）

2017年
- 梦王国与沉睡的100王子 短篇动画（贊德）
- 尋找屍體（杉本健司）

2018年
- 裝刀凱 The Animation（一條晴也）

2019年
2021年
- 天空侵犯（狙擊手面具人）
- 義呆利 World★Stars（葡萄牙）

2022年
- Tales of Luminaria The Fateful Crossroad（奧古斯特·華倫斯汀）
- 浪漫殺手（香月司[86]）

2025年
- 迪士尼 扭曲仙境 動畫版（Leona Kingscholar[87]）

### 遊戲
2014年
- IDOL-RISM（春名一斗[88]）
- 戰場上的婚禮
- 天空艦隊（達米安、豪涅斯、利爾）
- 魔女妮娜與土塊戰士
- DYNAMIC CHORD feat.apple-polisher（黑澤忍）

2015年
- 美男高校地球防衛部LOVE！（由布院煙）
- 偶像大師 SideM（鷹城恭二）
- 栽培少年（シルバ）[89]
- 白貓Project（リアム）
- 偶像夢幻祭（蓮巳敬人）
- アイ★チュウ（リュカ）
- 夢王國與沉睡中的100位王子殿下（商圖、丁）
- ダメプリ（ヴィーノ）
- 美男戰國-穿越時空之戀（武田信玄）

2016年
- 募戀英雄（宮瀬豪）

2017年
- 被囚禁的掌心（如月晴人）
- ツキパラ（村瀨大）
- 戰刻夜血（伊達政宗）
- 白與黑的愛麗絲（レイン）
- 在茜色的世界中與君詠唱（小野妹子）
- 夢間集（聖火令）
- 問答RPG 魔法使與黑貓維茲（統真·天野）

2019年
- 拳皇'98 终极之战OL（哥布林杀手）
- 聖火降魔錄 英雄雲集（瑞文）

2020年
- 迪士尼扭曲仙境（Leona Kingscholar）
- BLEACH: Brave Souls（雨葛蘭·哈斯沃德）
- 刀劍亂舞（大千鳥十文字槍）

2021年
- 曖昧瞬間（西條護）
- WIND BOYS！（花城芹弥）
- 寶可夢大師（石蘭）

2022年
- 神魔之塔（龍火爆發·彌爾頓、狂傲血魔 ‧ 德古拉、皓羽疾影・雨果）
- 原神（艾爾海森）

2023年
- 最终幻想XVI（スレイプニル・ハールバルズ）
- 超偵探事件簿 霧雨謎宮（維維亞＝特懷萊特）
- 最终幻想VII：永恆危機（薩菲羅斯〈少年時期〉）
- Fate/Grand Order (武田信玄)
- 白夜極光（零恩）

2024年
- 女神異聞錄3 Reload（早瀬護）

2025年
- 棕色塵埃2（哥布林殺手）
- 伊瑟（諦聽）

### 廣播劇CD
- 小書痴的下剋上：為了成為圖書管理員不擇手段！
  - 廣播劇CD3（達穆爾、馬提亞斯[90]）
  - 廣播劇CD5（馬提亞斯、勞爾塔克[91]）
  - 廣播劇CD6（達穆爾、席格斯瓦德[92]）
  - 廣播劇CD7（達穆爾、馬提亞斯、席格斯瓦德[93]）
  - 廣播劇CD8（達穆爾、馬提亞斯[94]）
  - 廣播劇CD9（馬提亞斯[95]）
  - 廣播劇CD10（達穆爾、馬提亞斯、席格斯瓦德、ジフィ[96]）

2020年
- 掠夺者 （傑伊鲁·麦德库）
- 間諜教室（克勞斯）

### 有聲漫畫
2024年
- 瑕疵新娘（有聲漫畫版，紅椿夜行）

## 外部連結
- 事務所公開簡歷 （页面存档备份，存于）（日語）
- 梅原裕一郎的X（前Twitter）（日語）